# Muł czarny
Muł czarny – silnie zmineralizowany błotnisty osad pochodzenia roślinnego o czarnym zabarwieniu, odkładający się przy brzegach akwenu w warunkach intensywnego parowania wody. Tworzy się głównie w okolicach ujść rzecznych i na brzegach morskich. Muł czarny występuje wzdłuż całego wybrzeża Morza Martwego w wolnych od zanieczyszczeń spokojnych zatokach.